# Saison 2 de Haven
Chronologie
Saison 1 Saison 3
Cet article présente les treize épisodes de la deuxième saison de la série télévisée américano-canadienne Haven.

## Synopsis
L'astucieuse agent du FBI Audrey Parker est ouverte aux possibilités d'une réalité paranormale, dû à son passé perdu. Quand elle arrive dans la petite ville de Haven, dans le Maine, pour une affaire de routine, elle se retrouve rapidement mêlée au retour des « phénomènes ». De nombreux phénomènes surnaturels affectent la ville comme autrefois. De plus, elle trouve une coupure de presse qui peut peut-être la relier à cette ville et à la mère qu'elle n'a jamais connue.

## Distribution

### Acteurs principaux
- Emily Rose (VF : Laura Blanc) : Audrey Parker / Lucy Ripley / Sarah Vernon
- Lucas Bryant (VF : Jean-Alain Velardo) : Nathan Wuornos
- Eric Balfour (VF : Jérémy Bardeau) : Duke Crocker

### Acteurs récurrents
- Richard Donat (en) (VF : Thierry Murzeau) : Vince Teagues
- John Dunsworth (VF : Jean-Pierre Becker) : Dave Teagues
- Nicholas Campbell (VF : Achille Orsoni) : le chef Wuornos
- Stephen McHattie (VF : Marc Alfos) : le révérend Ed Driscoll
- Maurice Dean Wint (VF : Jean-Louis Faure) : agent spécial du FBI Howard
- Jason Priestley (VF : Luq Hamet) : Chris Brody, fils du maire de Haven[2] (épisodes 4, 5, 6 et 9)
- Vinessa Antoine : Evidence « Evi » Ryan[3]
- Adam Copeland (VF : Éric Marchal) : Dwight Hendrickson[4] (épisodes 4, 9, 10 et 11)
- Kathleen Munroe : Audrey Parker (#2)

### Invités
- Cristián de la Fuente : Cornell Stamoran[5] (épisode 9)
- Victoria Snow (VF : Maïté Monceau) : Lucy Ripley (épisode 12)
- Tahmoh Penikett (VF : Serge Faliu) : Simon Crocker[6] (épisode 13)

## Diffusions
La diffusion francophone s'est déroulée ainsi :
- En France, depuis le 29 novembre 2011 sur Syfy France[7].
- Au Québec, la deuxième saison a débuté le 5 avril 2012 sur AddikTV[8].
- En Belgique et en Suisse, la série est encore inédite.

## Liste des épisodes

### Épisode 1:Malédiction
- États-Unis : 15 juillet 2011 sur Syfy[9]
- Canada : 18 juillet 2011 sur Showcase
- France : 29 novembre 2011 sur Syfy France[7]
- Québec : 5 avril 2012 sur AddikTV[8]

- États-Unis : 1,88 million de téléspectateurs[10] (première diffusion)

### Épisode 2:À chacun sa peur
- États-Unis : 22 juillet 2011 sur Syfy
- Canada : 25 juillet 2011 sur Showcase
- France : 29 novembre 2011 sur Syfy France[7]
- Québec : 12 avril 2012 sur AddikTV

- États-Unis : 1,84 million de téléspectateurs[11] (première diffusion)

### Épisode 3:Love Machine
- États-Unis : 29 juillet 2011 sur Syfy
- Canada : 1er août 2011 sur Showcase
- France : 6 décembre 2011 sur Syfy France[7]
- Québec : 19 avril 2012 sur AddikTV

- États-Unis : 2 millions de téléspectateurs[12] (première diffusion)

### Épisode 4:Coups de foudre
- États-Unis : 5 août 2011 sur Syfy
- Canada : 8 août 2011 sur Showcase
- France : 6 décembre 2011 sur Syfy France[7]
- Québec : 26 avril 2012 sur AddikTV

- États-Unis : 1,82 million de téléspectateurs[13] (première diffusion)

### Épisode 5:Omnia Vincit Amor
- États-Unis : 12 août 2011 sur Syfy
- Canada : 15 août 2011 sur Showcase
- France : 13 décembre 2011 sur Syfy France[7]
- Québec : 3 mai 2012 sur AddikTV

- États-Unis : 1,89 million de téléspectateurs[14] (première diffusion)

### Épisode 6:Une journée sans fin
- États-Unis : 19 août 2011 sur Syfy
- Canada : 22 août 2011 sur Showcase
- France : 13 décembre 2011 sur Syfy France[7]
- Québec : 10 mai 2012 sur AddikTV

- États-Unis : 1,74 million de téléspectateurs[15] (première diffusion)

### Épisode 7:Le Glendower
- États-Unis : 26 août 2011 sur Syfy
- Canada : 29 août 2011 sur Showcase
- France : 20 décembre 2011 sur Syfy France[7]
- Québec : 17 mai 2012 sur AddikTV

- États-Unis : 1,91 million de téléspectateurs[16] (première diffusion)

### Épisode 8:Faux Semblants
- États-Unis : 2 septembre 2011 sur Syfy
- Canada : 5 septembre 2011 sur Showcase
- France : 27 décembre 2011 sur Syfy France[7]
- Québec : 31 mai 2012 sur AddikTV

- États-Unis : 1,46 million de téléspectateurs[17] (première diffusion)

- Cristián de la Fuente (Cornell Stamoran)

### Épisode 9:Quarantaine
- États-Unis : 9 septembre 2011 sur Syfy
- Canada : 12 septembre 2011 sur Showcase
- France : 27 décembre 2011 sur Syfy France[7]
- Québec : 7 juin 2012 sur AddikTV

- États-Unis : 1,91 million de téléspectateurs[18] (première diffusion)

### Épisode 10:Le révérend passe à l'acte
- États-Unis : 16 septembre 2011 sur Syfy
- Canada : 19 septembre 2011 sur Showcase
- France : 3 janvier 2012 sur Syfy France[19]
- Québec : 14 juin 2012 sur AddikTV

- États-Unis : 2,02 millions de téléspectateurs[20] (première diffusion)

### Épisode 11:Retour aux affaires
- États-Unis : 23 septembre 2011 sur Syfy
- Canada : 26 septembre 2011 sur Showcase
- France : 3 janvier 2012 sur Syfy France[19]
- Québec : 21 juin 2012 sur AddikTV

- États-Unis : 1,87 million de téléspectateurs[21] (première diffusion)

- Victoria Snow (Lucy Ripley)

### Épisode 12:Les Péchés des anciens
- États-Unis : 30 septembre 2011 sur Syfy[6]
- Canada : 3 octobre 2011 sur Showcase
- France : 3 janvier 2012 sur Syfy France[19]
- Québec : 28 juin 2012 sur AddikTV

- États-Unis : 1,8 million de téléspectateurs[22] (première diffusion)

- Tahmoh Penikett (Simon Crocker)

### Épisode 13:Douce Nuit
- États-Unis : 6 décembre 2011 sur Syfy[23]
- Canada : 11 décembre 2011 sur Showcase
- France : 20 décembre 2011 sur Syfy France[7]
- Québec : 24 mai 2012 sur AddikTV

- États-Unis : 1,2 million de téléspectateurs[24] (première diffusion)

- Aux États-Unis, cet épisode a été diffusé comme final car c'est un épisode spécial Noël.
- En France, c'est aussi le 8e de la saison (voir le numéro de l'épisode lors de sa diffusion sur les programmes télévisuelle). Sur le site officiel de Syfy France, cet épisode se trouve bien en 8e position dans le guide des épisodes de la deuxième saison[25].